# 陳其美

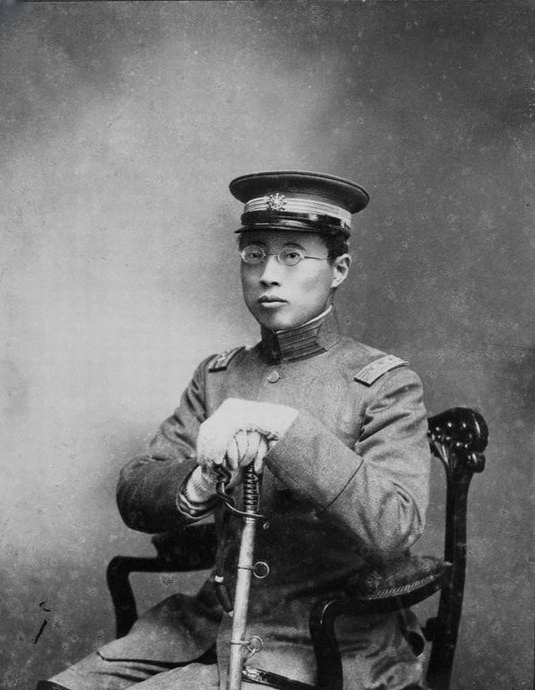
陈其美戎装像

陳其美（1878年1月17日—1916年5月18日），字英士，号无为，浙江吳興人，青幫代表人物，辛亥革命初期與黃興同為孫中山的左右股肱，铲除陶骏保、陶成章、夏瑞芳、郑汝成等异己。1916年5月18日，在上海法租界遇刺身亡。
陳其美與蔣介石關係密切，為蔣介石結義之兄，將蔣介石引薦于孫中山。孫中山曾赞扬陈英士是“革命首功之臣”。

## 生平
清光绪三年十二月十五日（公元1878年1月17日），陈其美出生于浙江省湖州府归安县的商人家庭，父亲陈延祐是当地的商人，母亲吴氏夫人出生书香门第，是湖州射村儒士吴文浚的二女儿。陈其美的家中有兄弟三人，陈其美排行第二，读过七年私塾，15歲時喪父并輟學，到當地的一家當舖當學徒，供應其長兄及三弟就學之資。
1902年，陳其美三弟從日本回中國，講述日本富強的情況，陳其美受啟發，決定不事當舖終生。
1903年，陳其美隻身到上海，以任會計為生，同時結識各方人物。
1906年，陳其美赴日本留學，入東京警監學校，認識孫文，加入中國同盟會；並在當地認識蔣中正，二人後來更結拜為異姓兄弟。
1908年，陳其美回中國，在上海、杭州等地加入青幫，聯絡會黨支持革命。
1911年，陳其美任同盟會中部總會庶務部長。10月，武昌起義爆發，陳其美滬軍攻入浙江杭州。時清兵多為革命黨支持者，遂不攻而下，11月5日即控制市区，11月6日抵抗结束。後在上海獲舉為滬軍都督。12月2日，为解决新政府的财政问题，陈在张园召开募捐大会，谓：“民军本负铁血主义。血我自备，铁则请诸会共筹之。”:619旅沪粤商“人人捐助”，山东旅沪商、学界“一人独捐千元者且有数家”。:636至1912年9月，各界募捐总额达57万两。
1912年，陈组织四个师约四万人的军队，用以维持治安及支持北伐，还另外建立一支飞机队，拥有两架“铁力西”式飞机。陳其美派蔣中正與王竹卿，于1月14日刺殺光復會首領陶成章於上海廣慈醫院。3月，被任命为唐绍仪内阁工商总长，未就任。各方指责其“盘踞沪上，拥兵自雄，军政府应撤不撤，梗国家之统一”，7月31日辞去都督。
1913年7月，二次革命時，陳其美任上海討袁軍總司令，久攻上海製造局不下，事敗後赴日本。1914年初，陳其美與戴季陶秘密到日本统治下的关东州，在东三省发动反袁起义，但被军阀张作霖在日本的支持下镇压，于是半年後回日本協助孫文另組中華革命黨，更擔任中華革命黨總務部部長。
1915年，袁世凱意在称帝，陈其美再回中国反袁，10月29日，陈其美主持中华革命党上海总部，兼中华革命军东南军司令长官。11月10日，陈其美派人刺杀上海镇守使郑汝成于外白渡桥，12月5日，策动上海军隊反袁肇和舰起义失败。当夜，霞飞路渔阳里5号总机关部被法租界巡捕房搜查，丁仁杰等多人被捕。陈其美向孙中山推荐蒋介石做自己接班人。

### 遇刺身死

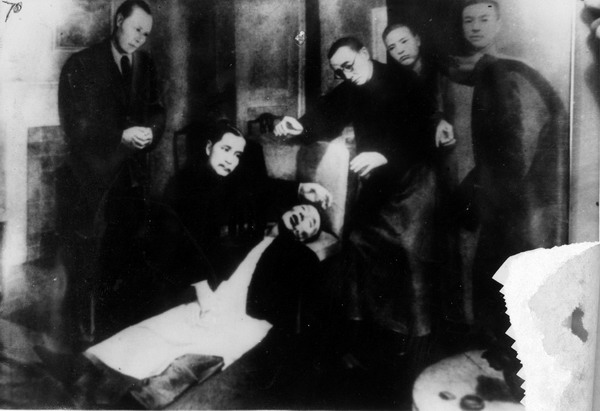
孙中山与陈其美遗体合影

1916年5月18日，陈其美在寄宿的上海法租界萨坡赛路14号日本侨民山田纯三郎的寓所被槍杀，一般相信是由袁世凯指使張宗昌派員去刺殺陈，但作家金松认为，陈遇刺後19日，袁世凯病逝，恐怕顾不及策划暗杀。陳其美灵堂设白尔部路新民里（重庆南路35弄，今拆）蒋中正寓所。11月，黃兴死后，孙中山等请求北京政府一依黃兴例，陈其美能同享国葬。
1917年5月12日，在上海打铁浜苏州集议公所为陈其美举行国葬，上万人送行。孙中山、唐绍仪、章太炎等主祭。次日归葬浙江湖州。中华民国邮政发行的烈士像普通邮票中就有陈英士，图案采用陈就任沪军都督时的戎装照。蔣中正逝世之前，陈在中国国民党大员的葬礼等级上，聲勢规格和墳墓规模仅次于孙中山。
1938年，蔣中正组建浙江省立战时大学，后为纪念陈的功绩，改校名为英士大学。1950年，该校在院系调整中被分拆到浙江大学、浙江农业大学以及上海復旦大學等校。

## 逸事
陳其美人稱其有「四捷」：口齒、主意、行動、手段。性格豪邁俠氣，做事勇敢果斷。
臺灣戒嚴时期的國民小學國語課本曾有一篇課文《陳英士先生小的時候》，描述陳其美孩提時即為同齡朋友中的領袖人物。某日嬉戲時，一個小孩玩火不慎，轉眼間身上已多處著火，週遭的孩子們皆嚇得不知所措。此時唯獨陳其美當機立斷，衝上前去一把抱住，拼命在地上打滾，終於滅火救了同伴。

## 所刺杀者
根據孫文同盟會的盟友章炳麟于1909年在「南洋總匯新報」發表的「章炳麟宣布孫文罪狀書」，陶成章指责陳其美收取鉅額革命募款卻中飽私囊，而得罪了孫文。1912年陶成章在上海法租界天主教廣慈醫院住院，陳指使蔣介石在廣慈醫院內，將陶成章刺殺而死。郑汝成、陶骏保皆死于陈其美之手。北一輝認為，宋教仁遇刺案亦與陳其美有關。

## 书法作品

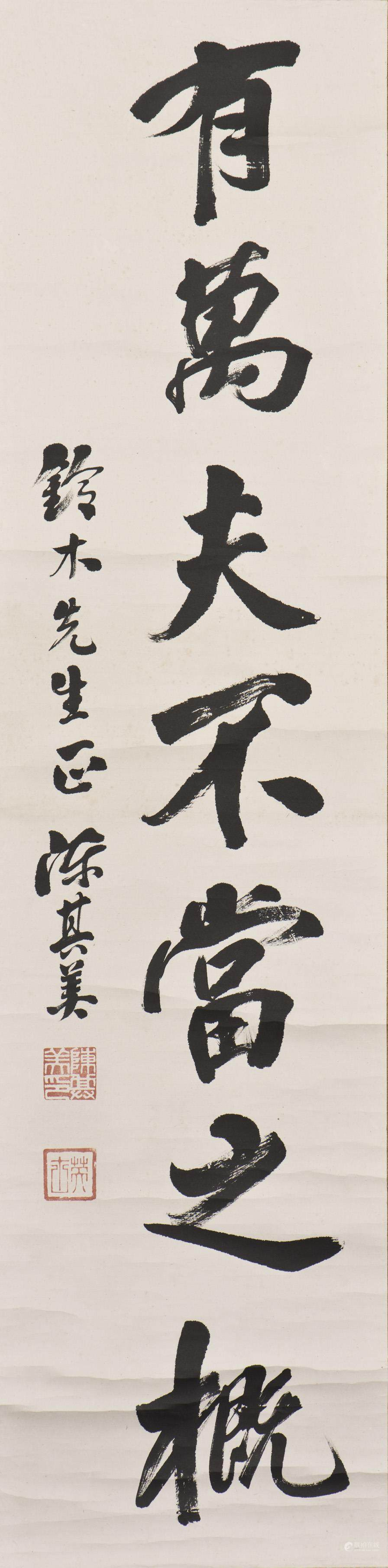
陈其美所书的“有万夫不当之概”行书。

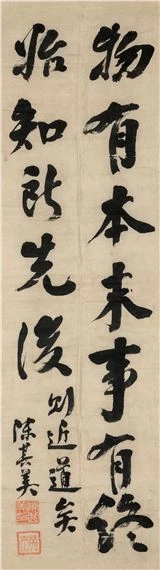
“物有本末，事有终始，知所先后，则近道矣”行书，陈其美所书。

## 後世纪念

### 陳其美墓
陈其美葬于浙江湖州南郊岘山东麓，墓上的石碑坊匾额有中華民國臨時政府臨時大總統孫文手书“成仁取义”四大字；右侧为中華民國國民政府軍事委員會委員長蒋中正题词“精神不死”；左侧是中華民國國民政府主席林森题的“浩气长存”。
两旁石柱对联，分别有中華民國國民政府監察院院長于右任和中華民國國民政府代主席蔡元培所题：
- 于右任题
「春尝秋禘生民泪，山色湖光烈士坟」
- 蔡元培题
「轶事足证，可补游侠货殖两传；前贤不让，询是鲁连子房一流」

2006年，陳英士墓被納入全國重點文物保護單位。

### 陳英士銅像
1929年，国民政府在杭州西湖的湖滨三公园建立陈英士铜像，1960年代因政治原因被拆除。因陳其美參與辛亥革命有功，海内外的國立英士大學校友们为了纪念陈英士的革命精神，筹集资金重塑其铜像，陳英士銅像於2005年4月再次屹立在杭州西湖畔。百余名白发苍苍的國立英士大學校友冒雨出席揭幕礼。

### 國立英士大學
國立英士大學（英文：National Yingshih University），簡稱「英士大學」、「英大」，1938年11月籌建於浙江省麗水縣。其前身是由浙江省政府為「顧及戰時青年求學、培養青年人才」建立的「浙江省立戰時大學」。1939年5月，為紀念陳英士先生改稱「浙江省立英士大學」，並分設工農醫三院於浙江省麗水縣、松陽縣。同年10月26日，學校舉行始業式。

### 陳英士紀念塔
1930年11月，在上海南市老西门民国路（今人民路）、方浜路口，兴建高达27米的陈英士纪念塔，以纪念辛亥革命中陈英士光复上海的功绩。1949年，中共主政上海后拆除。

### 英士村
1970年，中華民國臺灣省宜蘭縣大同鄉泰雅族部落繃繃社（Bonbon，芃芃、梵梵）獨立設村時，中華民國政府為紀念陳英士，而將村名命名為英士村。而在台7線上，有紀念他的「英士橋」。

### 英士路/其美街
新北市板橋區新埔地區，自升格直轄市前即有英士路，主要地標有新北市立聯合醫院（板橋院區）（舊稱縣立醫院）。另台中市北區、彰化市也有道路名為英士路，高雄市小港區有其美街。

## 家庭
- 兄陈其业，字勤士。弟陈其采，字蔼士。[19]

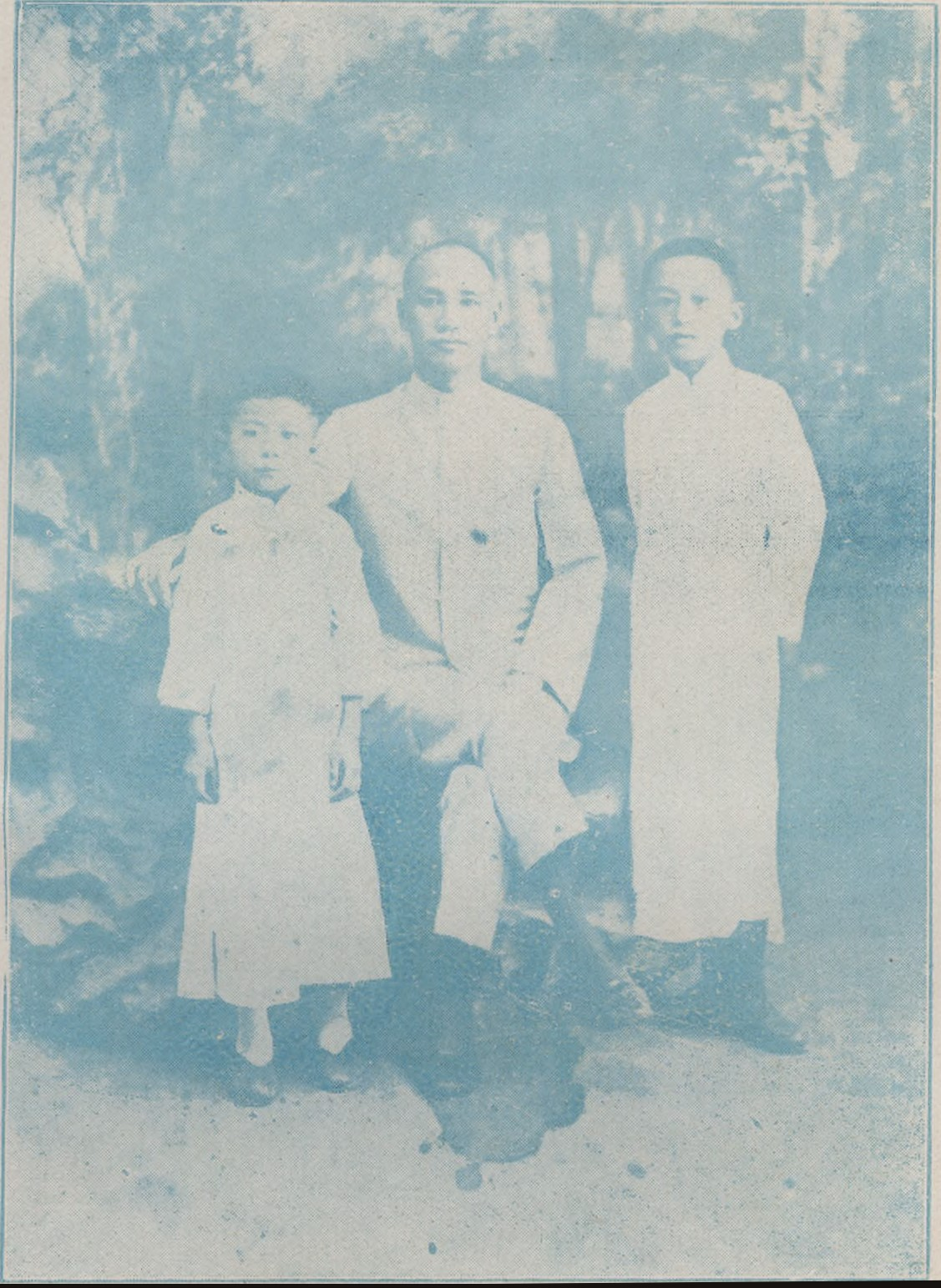
蔣介石與陳其美二子的合影

- 長子陳駪夫，擔任空官飛行員，1932年9月飛機失事遇難；[20]
- 次子陳惠夫，曾任交通銀行副董事長、中華票券金融公司董事長等職。 1981年被聘為中國國民黨第十二屆中央評審委員。
- 陳其美有陳果夫、陳立夫兩侄，二人由陳其美引介於蔣介石，與蔣介石關係密切，後來兄弟俱成為中國國民黨大員，主管黨務，即CC系。